# Weser-Radweg
Der Weser-Radweg (R 99) ist ein ca. 520 Kilometer langer Radfernweg entlang der Weser und führt flussabwärts durch die Bundesländer Hessen, Nordrhein-Westfalen, Niedersachsen und Bremen.
Der Weser-Radweg gehört zum Radnetz Deutschland mit zwölf Radfernwegen. Er ist Teil der D-Route 9 Weser – Romantische Straße und auch entsprechend ausgeschildert.

## Geschichte

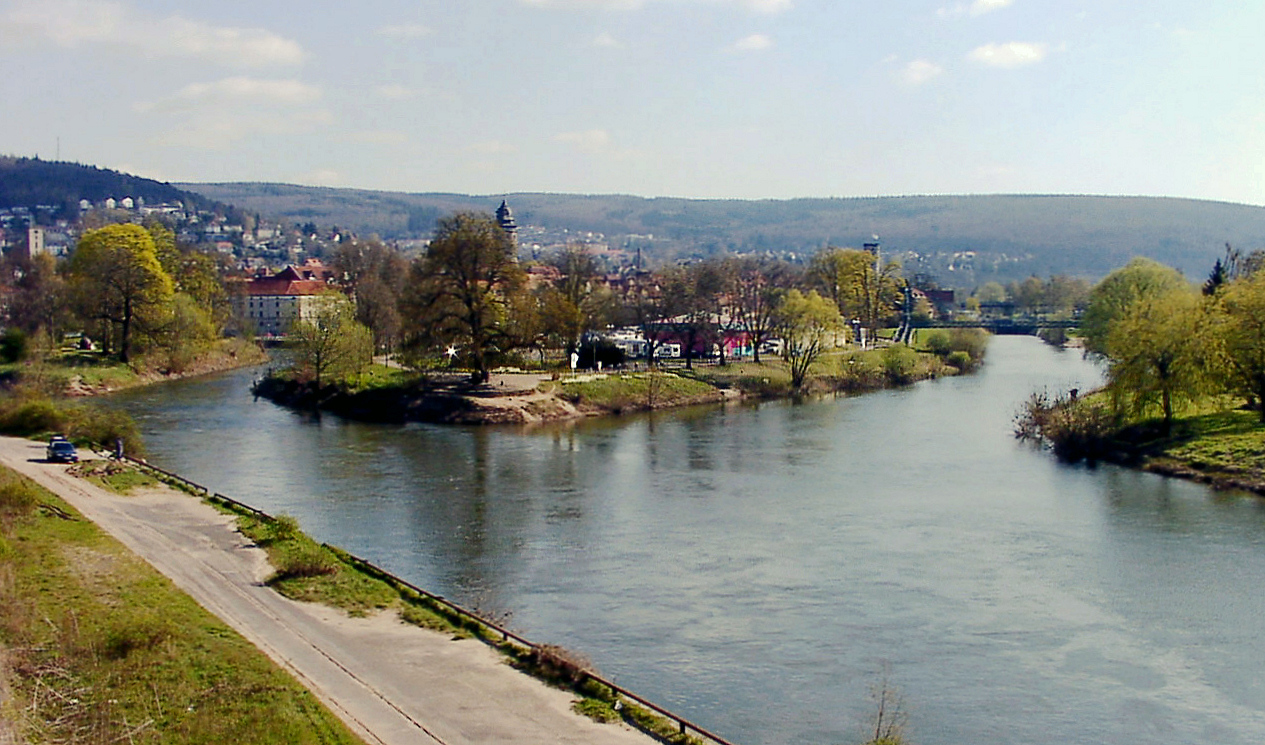
Hier geht es entlang der Werra nach Thüringen oder entlang der Fulda in Richtung Rhön

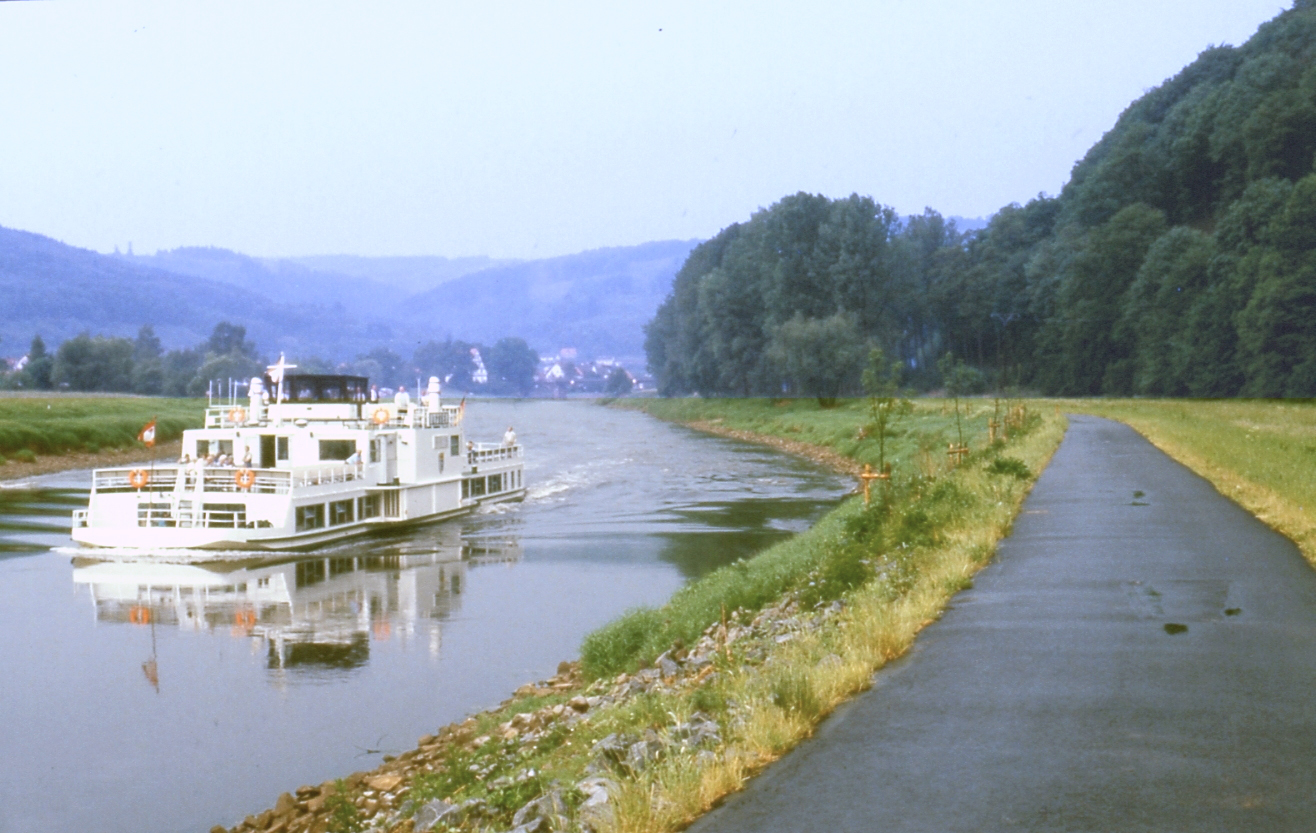
Weser-Radweg zwischen Oedelsheim und Gieselwerder

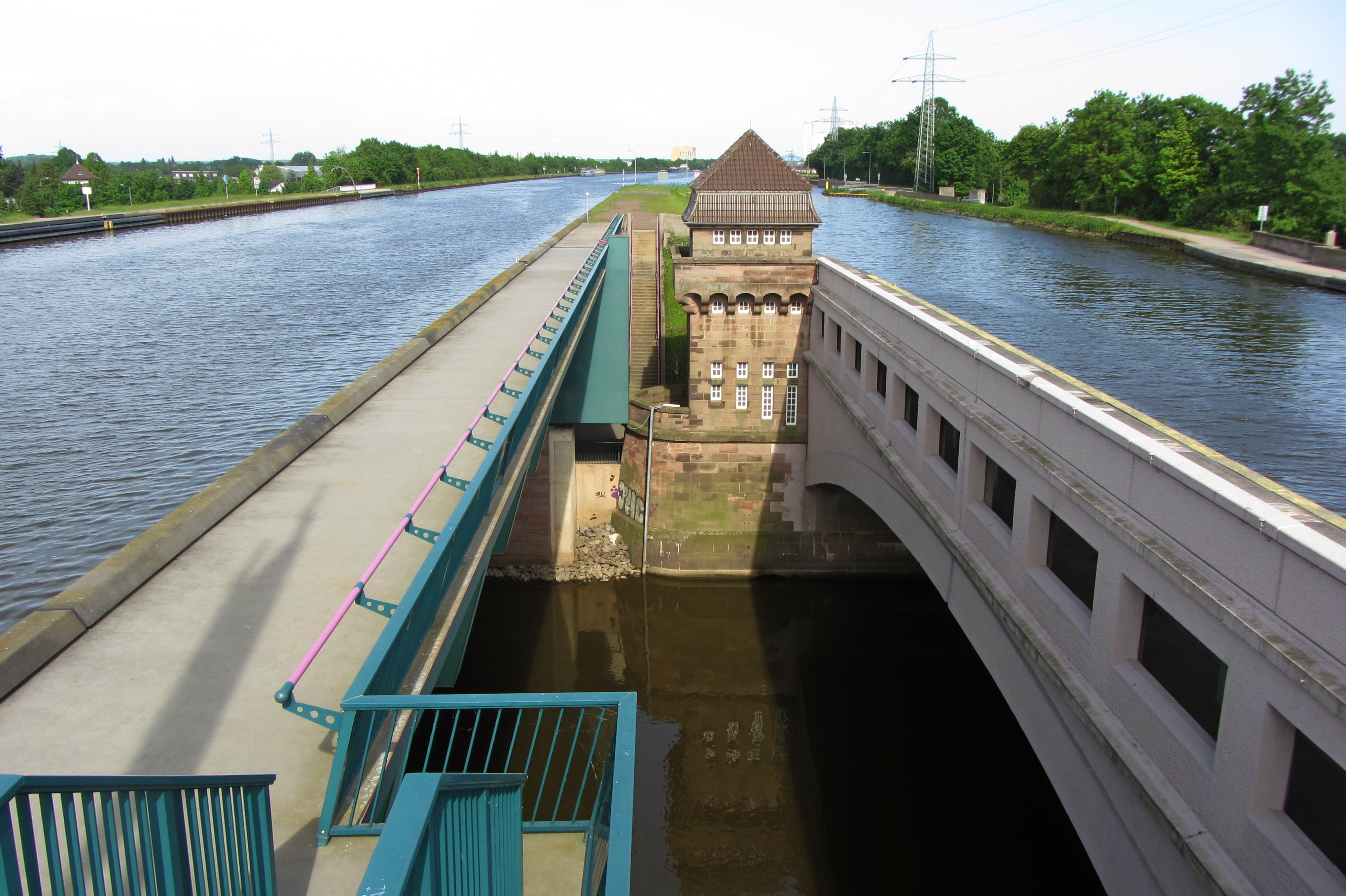
Wasserstraßenkreuz Minden: Blick auf die Weser zwischen den Kanalbrücken

Der erste Streckenabschnitt wurde in den Jahren 1978 bis 1987 vom Kreis Höxter in Nordrhein-Westfalen angelegt. Als Initiator und Wegbereiter gilt der frühere Oberkreisdirektor des Kreises Höxter, Paul Sellmann, der schon frühzeitig die Chancen erkannte, die für den sanften Tourismus mit der Erschließung des Wesertales durch einen durchgehenden Radweg verbunden waren. Obwohl das Fahrradfahren damals noch nicht im Trend lag, gewann er die politischen Gremien für die Umsetzung seiner Idee. So konnte nach fast achtjähriger Planungs- und Bauzeit der über 40 Kilometer lange Streckenabschnitt von der hessischen Landesgrenze im Süden bis zur niedersächsischen Landesgrenze im Norden am 14. Oktober 1987 der Öffentlichkeit übergeben werden.
Während der Bauarbeiten wurde die Idee vom Weserbund e. V. in Bremen aufgegriffen, der zunächst einen Erfahrungsbericht des damals mit der Planung und Bauausführung befassten Leitenden Kreisbaudirektors Mussenbrock in der Zeitschrift Die Weser im August 1982 veröffentlichte. Der Bericht befasste sich mit den Besonderheiten und Problemen beim Bau des Weges im Hochwasserbereich der Weser und zeigte Lösungsvorschläge für die Planung und Mitbenutzung durch landwirtschaftliche Fahrzeuge auf. Im Anschluss daran ergriff der Weserbund e. V. die Initiative, um alle Kreise und Städte entlang der Weser zwischen Hann. Münden und Bremerhaven für einen durchgehenden Radweg entlang der Weser zu gewinnen. So gelang es ihm, ein Gesamtkonzept zu erstellen, das in den Folgejahren Stück für Stück umgesetzt wurde. 

## Verlauf
Der Weser-Radweg (R 99) beginnt am Ursprung der Weser (Zusammenfluss von Werra und Fulda) in Hann. Münden, folgt dem Verlauf der Weser bis zu ihrer Mündung in die Nordsee bei Bremerhaven und führt dann weiter an der Küste der Außenweser nach Cuxhaven. 
Der Radweg folgt der Oberweser von Hann. Münden über Bad Karlshafen, Beverungen, Wehrden, Höxter, Corvey, Holzminden, Bodenwerder, Hameln, Hessisch Oldendorf, Rinteln, Vlotho, Bad Oeynhausen, Porta Westfalica nach Minden, führt dann entlang der Mittelweser über Petershagen, Nienburg, Hoya, Verden,  Achim nach Bremen und weiter an der Unterweser (Elsfleth, Brake, Nordenham, Bremerhaven) und Außenweser (Cuxhaven). 
Im Weserbergland führt die Strecke an vielen historischen Fachwerkstädten (Weserrenaissance) vorbei. 
Die insgesamt gut 100 km langen Abschnitte in Nordrhein-Westfalen gehört zum Radverkehrsnetz NRW.

## Entfernungen zwischen den größten Städten
Die folgende Tabelle bietet einen Überblick über die verschiedenen Etappen des Weser-Radwegs und die jeweiligen Entfernungen, was bei der Planung einer Radtour auf dieser Route hilfreich sein kann.
| Start        | Ziel     | Entfernung |
| ------------ | -------- | ---------- |
| Hann. Münden | Hameln   | 139 km     |
| Hameln       | Nienburg | 126 km     |
| Nienburg     | Bremen   | 117 km     |
| Bremen       | Cuxhaven | 134 km     |

## Landschaft
Die Oberweser verläuft in einem recht engen Tal durch das Weserbergland. Die steilen Hänge des oberen Wesertals sind überwiegend bewaldet.
Nach dem Weserdurchbruch durch die Mittelgebirgsschwelle (Porta Westfalica) fließt die Mittelweser in einem breiten und flachen Tal durch die Norddeutsche Tiefebene. Dort gibt es nur noch den Höhenunterschied zwischen Geest und Marsch entlang der Weser.
Der Weser-Radweg durchquert die Naturparks Münden, Reinhardswald, Solling-Vogler, Teutoburger Wald/Eggegebirge, Weserbergland und Nördlicher Teutoburger Wald – Wiehengebirge. 

## Wahl der Fahrtrichtung
Der Weser-Radweg (R 99) ist in beide Richtungen sehr gut befahrbar. Er ist meist asphaltiert, verkehrsarm und für Anfänger und Familien geeignet.
Zwischen Hessisch Oldendorf und Bad Oeynhausen geht es in westliche, ansonsten stets in nördliche Richtung.
Der Höhenunterschied zwischen Hann. Münden und Minden ist schon relativ gering (90 Meter auf 200 Kilometern), der zwischen der Porta Westfalica und der Nordseeküste noch kleiner (45 Höhenmeter auf über 270 Kilometern). Nennenswerte Steigungen und Gefälle gibt es nur in der Umgebung von Bad Karlshafen.

## Verkehrsanbindung

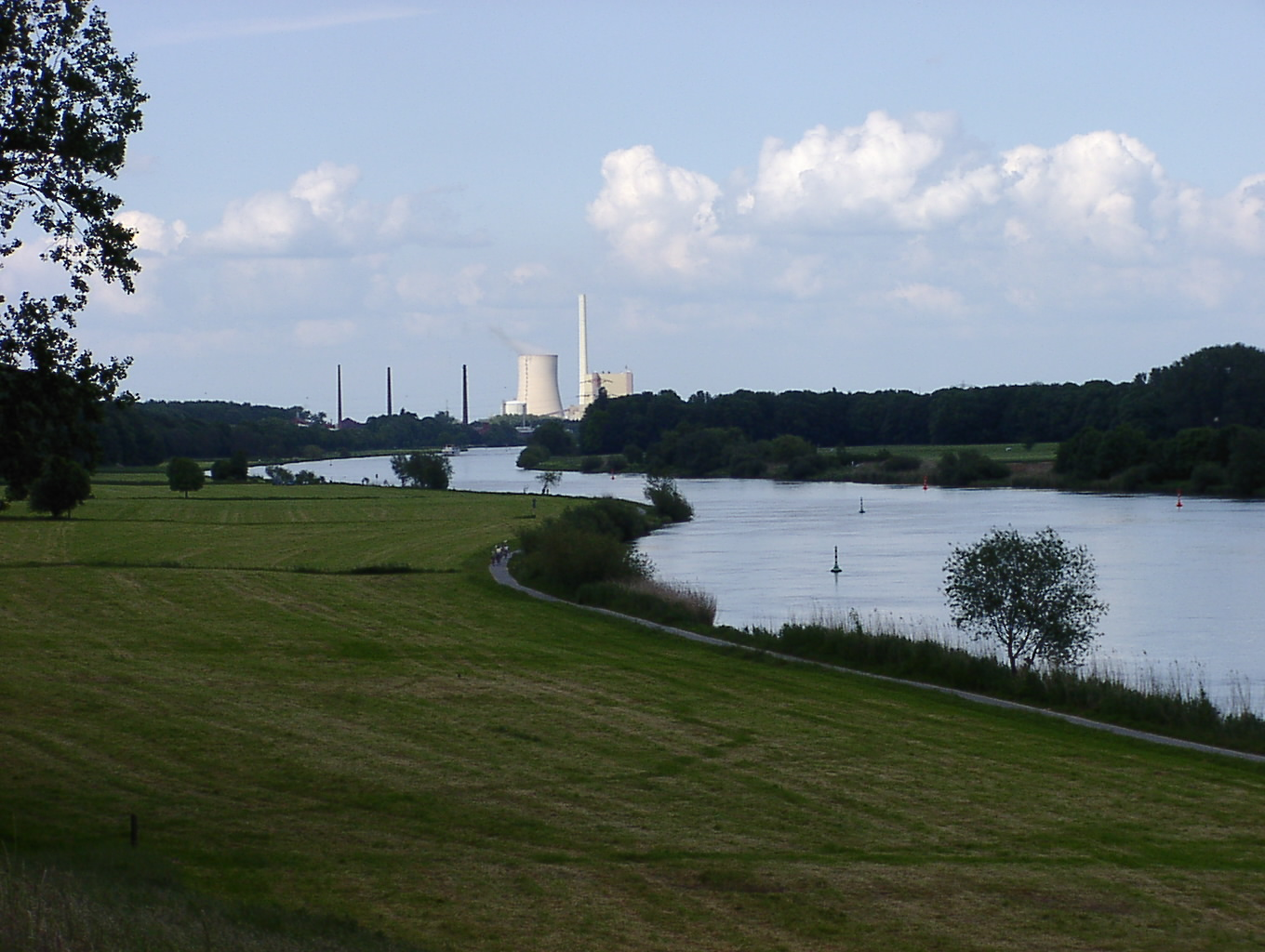
Weser-Radweg im Bereich Minden-Todtenhausen

Im Bereich des Weser-Radwegs gibt es zahlreiche Bahnhöfe, die einen guten Zugang zum Radweg ermöglichen, zum Beispiel in Hann. Münden, Bodenfelde, Bad Karlshafen, Wehrden, Höxter, Holzminden, Emmerthal, Hameln, Hessisch Oldendorf, Rinteln, Vlotho, Bad Oeynhausen, Porta Westfalica, Minden, Petershagen-Lahde, Leese-Stolzenau, Nienburg, Eystrup, Dörverden, Verden, Langwedel, Achim, Dreye, Bremen, Berne, Elsfleth, Kirchhammelwarden, Brake, Rodenkirchen, Kleinensiel, Nordenham, Bremerhaven, Wremen, Dorum, Nordholz und Cuxhaven. 

## Marketing
Im Jahr 2001 hat die Infozentrale Weser-Radweg in Bremerhaven die Information und Beratung der Radtouristen übernommen. Daneben bietet der Weserbergland Tourismus e. V. in Hameln ebenfalls mit einer Infozentrale einen Ansprechpartner für den gesamten Weser-Radweg von Hannoversch Münden bis Cuxhaven: Mit den kommunal getragenen touristischen Organisationen am Weser-Radweg (Mittelweser Touristik GmbH, Bremer Touristik Zentrale, Touristikgemeinschaft Wesermarsch, Erlebnis Bremerhaven GmbH, Landkreis Osterholz und Cuxland Tourismus) wurde ein Kooperationsvertrag geschlossen, um alle Informationen und die verschiedenen Serviceleistungen zu bündeln. 
Die Auswertung von Fahrradzählern an der Mittelweser ergab für das Jahr 2021, dass der Radweg von mehr als 200.000 Radtouristen befahren wurde.

## Auszeichnungen
Seit Jahren erhält der Weser-Radweg wiederholt Auszeichnungen im Rahmen der ADFC-Radreiseanalyse. Nach umfangreichen Routen-Verbesserungen wurde der Weser-Radweg vom ADFC im Jahr 2017 auf der ITB als 4-Sterne Qualitätsradroute ausgezeichnet. In der Radreiseanalyse 2023 liegt er erneut auf dem 1. Rang.

## Übergänge zu anderen Radfernwegen
Es bestehen folgende Möglichkeiten, vom Weser-Radweg auf andere Radfernwege überzugehen (sortiert in Fahrtrichtung Norden):
- in Hann. Münden – auf den Fulda-Radweg zur Fuldaquelle an der Wasserkuppe bei Gersfeld in der Rhön;
- in Hann. Münden – auf den Werratal-Radweg zu den Werraquellen bei Fehrenbach und Siegmundsberg in Thüringen;
- in Hann. Münden – auf den Weser-Harz-Heide-Radfernweg nach Lüneburg;
- in Bad Karlshafen – auf den Diemelradweg zur Diemelquelle bei Usseln;
- in Bad Karlshafen – auf den Hessischen Radfernweg R4 nach Hirschhorn am Neckar;
- in Höxter – auf die D-Route 3 nach Zwillbrock im Münsterland, gleichzeitig Europaradweg R1 nach London und EuroVelo-Route EV2 nach Galway (Irland);
- in Höxter – auf die Hellweg-Route nach Dortmund;
- in Holzminden – auf die D-Route 3 nach Küstrin, gleichzeitig Europaradweg R1 nach Helsinki und Sankt Petersburg und EuroVelo-Route EV2 nach Moskau;
- in Hagenohsen bei Emmerthal – auf den Weser-Leine-Radweg nach Gronau (Leine);
- in Hameln – auf den Radweg Berlin-Hameln nach Berlin;
- im Kreis Minden-Lübbecke an mehreren Stellen – auf die Mühlenroute (streckenweise identisch mit dem Weser-Radweg);
- bei Bad Oeynhausen – auf den Else-Werre-Radweg zum Ursprung (durch Bifurkation) der Else bei Gesmold;
- bei Bad Oeynhausen – auf den Werreradweg zur Werrequelle bei Wehren;
- in Verden – auf den Aller-Radweg zu den Allerquellen bei Seehausen (Börde);
- in Bremen – auf den Brückenradweg nach Osnabrück, gleichzeitig D-Route 7 („Pilgerroute“) nach Aachen und EuroVelo-Route EV3 nach Santiago de Compostela;
- in Bremen – auf die D-Route 7 nach Harrislee, gleichzeitig EuroVelo-Route EV3 nach Trondheim;
- in Bremen – auf den Elbe-Weser-Radweg nach Otterndorf;
- in Bremen – auf den Geestweg nach Meppen an der Ems;
- in Bremen – auf den Radfernweg Hamburg–Bremen nach Hamburg;
- in Bremen – auf den Wümme-Radweg nach Wilsede in der Lüneburger Heide;
- in Bremerhaven – auf den Alten Postweg nach Cuxhaven;
- in Nordenham – auf die D-Route 1 („Nordseeküsten-Radweg“) nach Bunde (Ostfriesland), gleichzeitig EuroVelo-Route EV12 auf die Shetlandinseln;
- in Cuxhaven – auf die D-Route 1 („Nordseeküsten-Radweg“) nach Neukirchen (Nordfriesland), gleichzeitig EuroVelo-Route EV12 nach Bergen (Norwegen);
- in Cuxhaven – auf den Elbe-Radweg.

## Trivia
Der Weser-Radweg ist Schauplatz des 2019 von Martin Heinzelmann veröffentlichten Kriminalromans „Hätte, hätte, Fahrradkette“. Die Handlung spielt unter Radfahrern auf der gesamten Strecke von Hann. Münden bis Cuxhaven.